# Cyrtonota nitida
Cyrtonota nitida es una especie de insecto coleóptero de la familia Chrysomelidae.
Fue descrita científicamente en 1999 por Borowiec & Sassi.